# Perisama hewitsonii
Perisama hewitsonii är en fjärilsart som beskrevs av Charles Oberthür 1916. Perisama hewitsonii ingår i släktet Perisama och familjen praktfjärilar. Inga underarter finns listade i Catalogue of Life.